# Yves Boël
Pour les articles homonymes, voir Famille Boël et Boël.
Yves Boël (12 septembre 1927 à Bruxelles - 19 juin 2012 à Ixelles) est un investisseur et dirigeant d'entreprise belge.

## Biographie
Il nait en 1927 ; ses parents René Boël (en) (1899-1990) et Yvonne Solvay (1896-1930) appartiennent à des familles belges économiquement influentes.
Il rejoint la société de portefeuille Sofina comme administrateur en décembre 1956.
Rapidement membre du Comité de Direction, il devient Administrateur Délégué en 1961. Il exerce cette fonction pendant 35 ans.
Il devient de plus en 1988 Président du Conseil d’Administration et exerce cette fonction jusqu’en mai 2011.
L’Assemblée générale des actionnaires de la Sofina lui confère à cette date le titre de Président Honoraire.
Yves Boël a occupé également des mandats au sein de nombreuses sociétés belges et européennes. Pour n’en citer que les principales, Solvay, dont il préside le conseil d’Administration de 1993 à 1998, Danone, les sociétés constituantes de Suez Tractebel, Petrofina, jusqu’à sa fusion avec Total, GB-Inno-BM jusqu’à la vente à Carrefour.
Il meurt à l'âge de 84 ans, le 19 juin 2012, à Ixelles.
« Yves Boël fut l’architecte et l’âme de la Sofina telle qu’elle existe aujourd’hui », précise la Sofina dans un communiqué. Et d'ajouter que « ses qualités d’investisseur étaient égalées par ses qualités d’homme et de dirigeant d’entreprise. Sa vision a permis à la Sofina de se développer sur le long terme dans la clarté et la stabilité, tant vis-à-vis de ses actionnaires, que de ses participations ou de ses collaborateurs. »
Il a légué sa collection d'art au Musée de Mariemont à Morlanwelz (province de Hainaut).